# The Song of Songs
Pour plus de détails, voir Fiche technique et Distribution.
The Song of Songs est un film dramatique américain de 1918 réalisé par Joseph Kaufman, produit par Famous Players-Lasky et basé sur une version théâtrale d'Edward Sheldon d'un roman de Hermann Sudermann, The Song of Songs. Il met en vedette Elsie Ferguson.
Ce film est considéré comme un film perdu.

## Synopsis
Lily, une jeune fille innocente, est convaincue de poser nue pour un jeune sculpteur. Ils tombent amoureux, mais le sculpteur craint l'effet du mariage sur son travail et néglige Lily. En fin de compte, désespérée, elle épouse un vieil homme riche mais n'y trouve pas le bonheur. Ironiquement, seules la quasi-tragédie et le scandale peuvent lui apporter ce bonheur.

## Distribution
- Elsie Ferguson : Lily Kardos
- Frank Losee : Senator Calkins
- Crauford Kent : Dick Laird
- Cecil Fletcher : Stephen Bennett
- Gertrude Berkeley : Mrs. Kardos
- Corene Uzzell (créditée Corinne Usell) : Ann Merkle
- Charles Wellesley : Mrs. Atwell
- Henry Leone : Anslem Kardos
- Robert Cummings : Phineas Bennett